# Rappen
Rappen är en sjö i Arjeplogs kommun i Lappland och ingår i Piteälvens huvudavrinningsområde. Sjön är 35 meter djup, har en yta på 24,4 kvadratkilometer och befinner sig 486,9 meter över havet. Sjön avvattnas av vattendraget Rappenjåkkå.

## Delavrinningsområde
Rappen ingår i det delavrinningsområde (736892-158861) som SMHI kallar för Utloppet av Rappen. Medelhöjden är 523 meter över havet och ytan är 104,34 kvadratkilometer. Räknas de 19 avrinningsområdena uppströms in blir den ackumulerade arean 426,45 kvadratkilometer. Rappenjåkkå som avvattnar avrinningsområdet har biflödesordning 2, vilket innebär att vattnet flödar genom totalt 2 vattendrag innan det når havet efter 257 kilometer. Avrinningsområdet består mestadels av skog (65 procent). Avrinningsområdet har 25,72 kvadratkilometer vattenytor vilket ger det en sjöprocent på 24,6 procent.